# 里贝朗皮里斯
里贝朗皮里斯是巴西圣保罗州的一个市镇。总面积99.175平方公里，总人口118864人，人口密度1198.5人/平方公里。